# Luís Sanjaime Meseguer
Luís Sanjaime Meseguer (Montroy, Valencia, 1944) is een Spaans componist, dirigent en muziekpedagoog.

## Levensloop
Sanjaime Meseguer begon zijn muzikale loopbaan bij de Banda de Música Unión artística Musical de Montroy te Montroy. Later studeerde hij klarinet, piano, harmonie, contrapunt, fuga, compositie en orkestdirectie aan het Conservatorio Superior de Música "Joaquín Rodrigo" te Valencia.
De lijst van orkesten die hij gedirigeerd heeft, is heel lang: Orquesta Joven "Santa Cecilia" Cullera, Orquesta del Conservatorio Superior de Música de Valencia, Orquesta Joven Centro Instructivo Musical "La Armónica" Buñol, Orquesta Joven del Conservatorio Profesional Oliva, Banda de Música de la "Unión Artística Musical" Montroy, Banda de Música Sociedad Protectora Musical Llombai, Banda de Música Unión Musical "Santa Cecilia" Onda, Instructiva Musical Brass-Band "Boosey & Hawkes Santa Cecilia" Cullera, Banda Sinfónica "La Armónica" de Buñol, Sociedad Musical Instructiva Santa Cecilia Cullera en Banda Ateneo Musical Schola Cantorum de La Vall d'Uixó. Verder was hij gastdirigent bij het Orquesta Municipal de Valencia, Orquesta Sinfónica Nacional La Habana, Cuba, Banda Municipal de Valencia, Banda Municipal de Barcelona, Banda Municipal de Palma de Mallorca en de Banda Nacional de Conciertos La Habana, Cuba.
Hij is oprichter van de 1e Banda Juvenil de la Comunidad Valenciana in 1969, die leerlingen van de scholen in Montroy en Llombai in de provincie Valencia als muzikanten verenigde.
Met zijn banda's en orkesten heeft hij talrijke prijzen op zijn naam staan, onder andere een eerste prijs en de gouden dirigeerstok van de dirigentenwedstrijd op het Wereld Muziek Concours in 1978 in Kerkrade, een eerste prijs en vicewereldkampioen op het Wereld Muziek Concours in 1981 in Kerkrade met de Sociedad Musical Instructiva "Santa Cecilia", Cullera en 345½ punten van 360 punten, een eerste prijs en lof van de jury in 1989 op het Certamen International de Bandas de Música Ciudad de Valencia in de Sección Especial A, een eerste prijs en winnaar van de gouden beker in 1990 bij het European Wind-Band Festival in Glasgow, Schotland, in 1994 een eerste prijs met lof van de jury met de Banda Sinfónica Centro Instructivo Musical "La Armónica" Buñol op het Certamen International de Bandas de Música Ciudad de Valencia en vele andere prijzen.
Hij is een veelgevraagd jurylid bij internationale wedstrijden en muziekfestivals.
Met international bekende solisten en kunstenaars heeft hij als dirigent samengewerkt, onder andere Victor Martín, Armín Rosín, Miguel del Barco, Pedro Iturralde, Bertram Egger, Walter Boeykens, José Ortí, Tim Morris, A. Diez Nieto, Roger Boutry, R. Pastor, Andreas Makris, enzovoort.
In verschillende Spaanse steden deed hij cursussen en seminars voor HaFa- en orkestdirectie, zo onder andere in Cullera, Buñol, Sant Llorenç des Cardassar, Palma de Mallorca, Alcalá de la Selva, Teruel en Mposta, Tarragona.
Hij was dirigent van het orkest en hoofd van de houtblazersafdeling aan het Conservatorio Superior de Música de Valencia. Aan de faculteit voor schone kunsten van de Universidad Politécnica de Valencia is hij gepromoveerd. Tegenwoordig is hij directeur van het Trinity College of Music, Londen, afdeling Montroy.
Naast eigen composities heeft hij ook uitstekende arrangementen voor banda (harmonieorkest) van bekende klassieke werken gemaakt: Le Sacre du printemps van Igor Stravinsky en Belkis, Regina di Saba van Ottorino Respighi.

## Composities

### Werken voor Banda (harmonieorkest)
- Arrels, marcha mora
- Falla Archiduque Carlos - Chiva, paso doble
- Falla Giorgeta - Roig de Corella, paso doble
- Turianea, suite

### Kamermuziek
- Tres piezas valencianas, voor blaaskwintet
- Tres piezas para Clarinete Solo